# Sigurd Evensmo
Sigurd Evensmo (ur. 14 lutego 1912 w Hamar, zm. 17 października 1978 w Oslo) – norweski pisarz, dziennikarz i publicysta.

## Życiorys
Podczas studiów na Uniwersytecie w Oslo związał się ze studenckim ruchem socjaldemokratycznym, a później komunistycznym skupionym wokół czasopisma Mot Dag. Działał także w młodzieżówce norweskiej Partii Pracy. Pracował w kilku dziennikach i tygodnikach wydawanych w Drammen, Arendal i Oslo skierowanych do robotników m.in. Arbeiderbladet i Fremtiden.
Podczas drugiej wojny światowej Evensmo działał w norweskim ruchu oporu wydając nielegalną gazetę Bulletinen. Zagrożony aresztowaniem uciekł do Anglii. Po wyzwoleniu Norwegii spod niemieckiej okupacji wrócił do kraju i poświęcił się pisaniu książek, krytyce filmowej dla telewizji NRK (w latach 1948–1962) oraz dziennikarstwu. W latach 1953–1959 wydawał gazetę Orientaring, której był redaktorem naczelnym. Napisał też kilka scenariuszy filmowych.
W 1934 r. napisał swoją pierwszą sztukę teatralną Konflikt. W 1945 r. zadebiutował jako prozaik powieścią Englansfarere (Uchodźcy, wyd. pol. Poznań 1972). W latach 1947–1951 opublikował trylogię złożoną z powieści Grenseland, Flaggermusene i Hjemover będącą psychologiczno-obyczajowym portretem norweskiego społeczeństwa okresu międzywojennego, szczególnie robotników. Książki te otrzymały nagrodę krytyków norweskich i zostały zekranizowane jako serial telewizyjny. Evensmo był również jednym z pierwszych norweskich twórców literatury science fiction, do której można zaliczyć powieści Gåten fra gull, Femten døgn med Gordona i Miraklet på Blindern.
Poza Uchodźcami na język polski przełożono też opowiadanie Den rare natten (Dziwna noc) ze zbioru Glassvegen, opublikowane w antologii Tam gdzie fiordy, pod red. J. Giebułtowicza, Poznań 1974.

## Twórczość
- Konflikt – dramat (1934)
- Englandsfarere – powieść (1945), wyd. pol. Uchodźcy, Poznań 1972
- Oppbrudd etter midnatt – powieść (1946)
- Grenseland – powieść (1947)
- Flaggermusene – powieść (1949)
- Hjemover – powieść (1951)
- Fredprisen – słuchowisko (1952)
- Glassvegen – zbiór nowel (1954)
- Trollspeilet: streiftokt i film – recenzje filmowe (1955)
- Østenfor vest og vestenfor øst: Jugoslavia under Tito – reportaż (1956)
- Gåten fra år nul – powieść (1956)
- Femten døgn med. Gordona – powieść (1962)
- Feider og finter – pogadanki i listy (1964)
- Miraklet på Blindern – powieść (1966)
- Det store tivole: film og kino i Norge gjennom 70 år – historia norweskiej kinematografii, eseje i recenzje filmowe (1967)
- Norske forfattere i krig og fred: Den Norske forfatteforening 1940-1968 – historia Norweskiego Związku Pisarzy, współautor Alex Binchmann (1969)
- Vold i filmene: et års kinoprogrammer i Norge og noen perspektiver – eseje (1969)
- bservasjoner – eseje (1970)
- Den nakne sannheten: sex i filmene – eseje (1971)
- Gyldendal og gyldendøler – eseje i felietony (1974)
- Inn i din tid – wspomnienia i eseje (1976)
- Ut i kulda – wspomnienia i eseje (1978)
- Stengetid – dramat (1981)